# Nick Holden
Nick Holden (* 15. Mai 1987 in St. Albert, Alberta) ist ein ehemaliger kanadischer Eishockeyspieler. Der Verteidiger bestritt zwischen 2010 und 2023 über 600 Partien für insgesamt sechs Teams in der National Hockey League (NHL). Mit der kanadischen Nationalmannschaft nahm er an der Weltmeisterschaft teil und gewann dort mit dem Team die Silbermedaille.

## Karriere
Nick Holden begann seine Juniorenkarriere in der Alberta Junior Hockey League, wo er für die Camrose Kodiaks und die Sherwood Park Crusaders aktiv war. Zur Saison 2006/07 wechselte er anschließend zu den Chilliwack Bruins in die Western Hockey League, wo er schon ein Jahr später zum Kapitän der Mannschaft ernannt wurde. In der Saison 2007/08 erzielte er in 70 Spielen insgesamt 22 Tore und gab 38 Vorlagen, womit er die Verteidigerstatistiken der Bruins anführte. Außerdem war er der erfolgreichste Torschütze unter den Verteidigern der WHL.
Allerdings wurde er im NHL Entry Draft von keinem Team ausgewählt und unterzeichnete so im März 2008 als Free Agent einen Einstiegsvertrag über drei Jahren mit den Columbus Blue Jackets. Daraufhin wurde er zunächst in den Kader der Syracuse Crunch, dem Farmteam der Blue Jackets, aufgenommen und bestritt in der Saison 2007/08 noch ein Ligaspiel in der American Hockey League. In der folgenden Saison wechselte er dauerhaft nach Syracuse und verbrachte dort zwei Spielzeiten, in denen ihm 45 Scorerpunkte gelangen und er eine Plus/Minus-Bilanz von −20 aufwies.
Zur Saison 2010/11 änderten die Blue Jackets ihren AHL-Partner, sodass Holden zu den Springfield Falcons, dem neuen Farmteam, wechselte. Kurz nach Beginn der Saison wurde der Verteidiger erstmals in den Kader des NHL-Teams berufen und gab sein Debüt für Columbus am 20. Oktober 2010. Nach fünf Spielen, in denen Holden punkt- und straflos blieb, wurde er am Ende des Monats allerdings wieder nach Springfield in die AHL geschickt und absolvierte dort die verbleibenden 67 Spiele. Nachdem sein Vertrag nach der Saison ausgelaufen war, unterzeichnete er als Restricted Free Agent einen neuen Zwei-Wege-Vertrag über ein Jahr mit den Blue Jackets. Allerdings kam er in der folgenden Saison nur in 25 AHL-Spielen bei den Falcons zum Einsatz.
Zur Saison 2012/13 schloss er erneut einen auf ein Jahr befristeten Vertrag mit seinem Team und begann die Saison aufgrund des Lockouts erneut in Springfield. Nachdem die NHL ihren Spielbetrieb wieder aufgenommen hatte, wurde er allerdings in den NHL-Kader der Blue Jackets berufen.
Im Juli 2013 unterzeichnete Holden einen Zweijahresvertrag bei der Colorado Avalanche. Im Juni 2016 wurde Holden an die New York Rangers abgegeben, die im Gegenzug ein Viertrunden-Wahlrecht für den NHL Entry Draft 2017 nach Colorado schickten. Nach knapp eineinhalb Jahren in New York transferierten ihn die Rangers zu den Boston Bruins und erhielten dafür Rob O’Gara sowie ein Drittrunden-Wahlrecht für den NHL Entry Draft 2018. Dort beendete er die Saison 2017/18, erhielt aber keinen weiterführenden Vertrag, sodass er sich als Free Agent den Vegas Golden Knights anschloss.
Bei den Golden Knights war er in der Folge drei Jahre aktiv, ehe er im Juli 2021 samt einem Drittrunden-Wahlrecht im NHL Entry Draft 2022 an die Ottawa Senators abgegeben wurde. Im Gegenzug erhielt Vegas Jewgeni Dadonow. Nach zwei Jahren in Ottawa beendete Holden nach der Saison 2022/23 seine aktive Karriere, in der er insgesamt 654 NHL-Partien bestritten hatte. Gleichbedeutend damit wurde er in als Development Coach in den Trainerstab der Vegas Golden Knights aufgenommen.

### International
Sein internationales Debüt für die kanadische Nationalmannschaft feierte Holden im Rahmen der Weltmeisterschaft 2022 in Finnland, bei der er mit dem Team den zweiten Platz erreichte und damit die Silbermedaille gewann.

## Erfolge und Auszeichnungen
- 2022 Silbermedaille bei der Weltmeisterschaft

## Karrierestatistik

### International
Vertrat Kanada bei:
- Weltmeisterschaft 2022

(Legende zur Spielerstatistik: Sp oder GP = absolvierte Spiele; T oder G = erzielte Tore; V oder A = erzielte Assists; Pkt oder Pts = erzielte Scorerpunkte; SM oder PIM = erhaltene Strafminuten; +/− = Plus/Minus-Bilanz; PP = erzielte Überzahltore; SH = erzielte Unterzahltore; GW = erzielte Siegtore; 1 Play-downs/Relegation; Kursiv: Statistik nicht vollständig)